# Árbol fertilizador

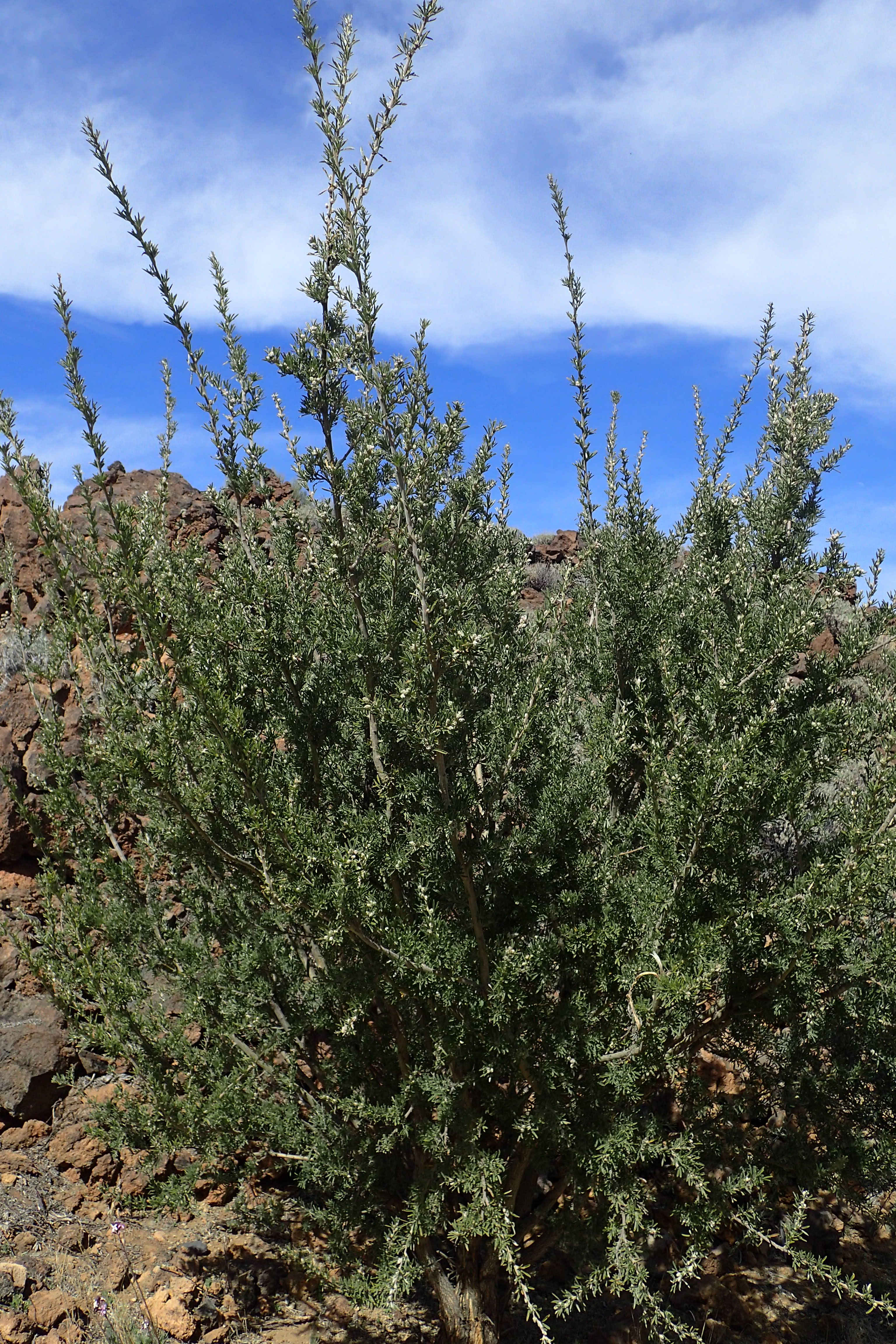
Tagasaste (Cytisus proliferus), un árbol fertilizante ampliamente utilizado.

Los árboles fertilizadores o árboles fertilizantes se utilizan en agroforestería para incrementar los nutrientes de los suelos empleados para la agricultura. Captan nitrógeno del aire y lo introducen y fijan en el suelo a través de sus raíces y de las hojas que caen. También pueden traer nutrientes desde las profundidades del suelo hasta la superficie para cultivos cuyas raíces no pueden alcanzar esa profundidad. Los árboles fertilizantes son asimismo útiles para prevenir la disminución de la fertilidad del suelo, la degradación del suelo y la desertificación asociadas, y para mejorar el uso del agua de riego.
Se sabe que las especies de la familia Leguminosae, en particular de los géneros Sesbania, Gliricidia, Tephrosia y Faidherbia albida, son árboles fertilizantes. El laburno prolifera o tagasaste (Cytisus proliferus) es capaz de fijar más de 587 kg  de nitrógeno por hectárea al año. En áreas con más de 850 mm anuales de lluvia o un nivel freático alto, puede aumentar los rendimientos de maíz de una tonelada por hectárea y año a más de 10 toneladas. El tagasaste también se utiliza para crear y mantener la terra preta.

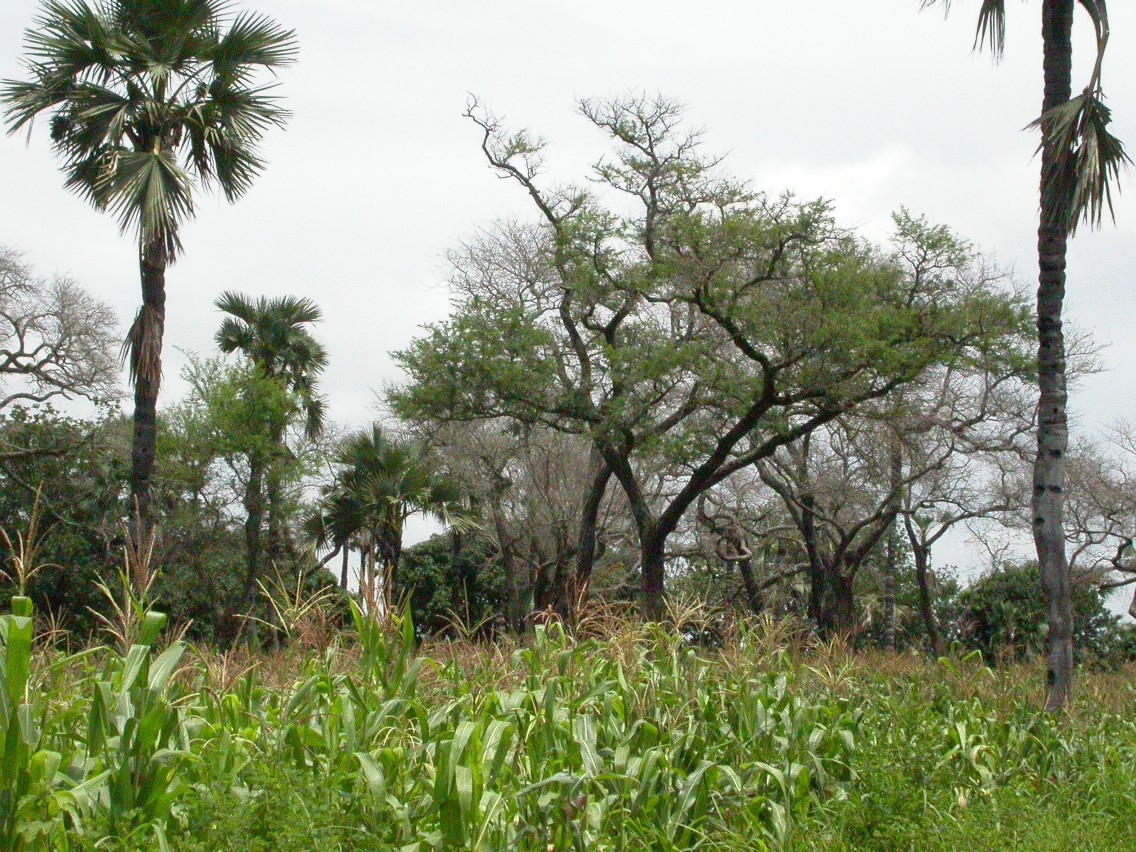
Palmeras y Faidherbia albida creciendo en un campo de maíz.

## Uso en África
El uso de Faidherbia albida en Malaui y Zambia ha duplicado o incluso triplicado los rendimientos de maíz. Como parte del cultivo de plantas perennes, se propone el uso de árboles fertilizantes como medio para mejorar la seguridad alimentaria. Níger tiene más de 4,8 millones de hectáreas de agrobosques que consisten principalmente en Faidherbias, mientras que Zambia tiene 300 000 hectáreas.
En Zambia y Malaui, los agricultores plantan árboles en un patrón de tablero de damas cada 9 metros.
Los árboles fertilizantes son útiles para prevenir el avance del desierto y mantener una agricultura viable en las tierras áridas de muchos países africanos.